# Clube Alemão em Lisboa
O Clube Alemão em Lisboa (de: Deutscher Verein in Lissabon) foi fundado no dia 17 de Dezembro de 1870 com o objectivo de fomentar a vida social e cultural na comunidade alemã de Lisboa.

## História do Clube

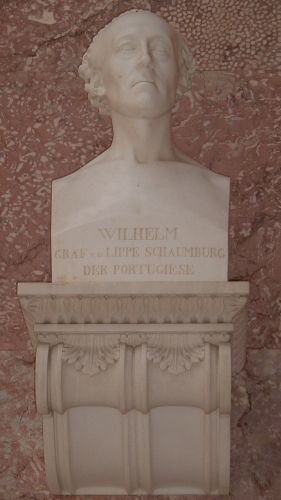
Conde de Lippe

A presença alemã em Portugal remonta à fundação da nacionalidade, nomeadamente na participação de cruzados alemães na reconquista.
Já nos séculos XIV e XV destaca-se o numeroso grupo de astrónomos e navegadores, como Martin Behaim ou Fernão de Ulm, bem como tipógrafos e encadernadores, que se instalaram em Portugal. O mais célebre de todos, Valentim Fernandes, oriundo da Morávia, obteve privilégios de impressão a partir de 1495. Nos séculos seguintes muitos alemães desempenharam altos cargos em Portugal, nomeadamente no campo militar, comercial e artístico. Destacam-se, pois, personagens como o Conde de Lippe ou João Frederico Ludovice.
Em 1822, no bairro de Campo de Ourique, foi inaugurado o Cemitério Alemão de Lisboa. Durante séculos os alemães foram sepultados nesta cidade, entre outros locais no Mosteiro de S. Vicente de Fora e na Igreja de S. Julião.
Em 1848 surge a Escola Alemã de Lisboa e em 1855 o Colégio Alemão do Porto. Neste século muitas empresas alemãs instalaram-se em Portugal, como foi o caso da Siemens (1876) e da Sociedade Zickermann (1895).

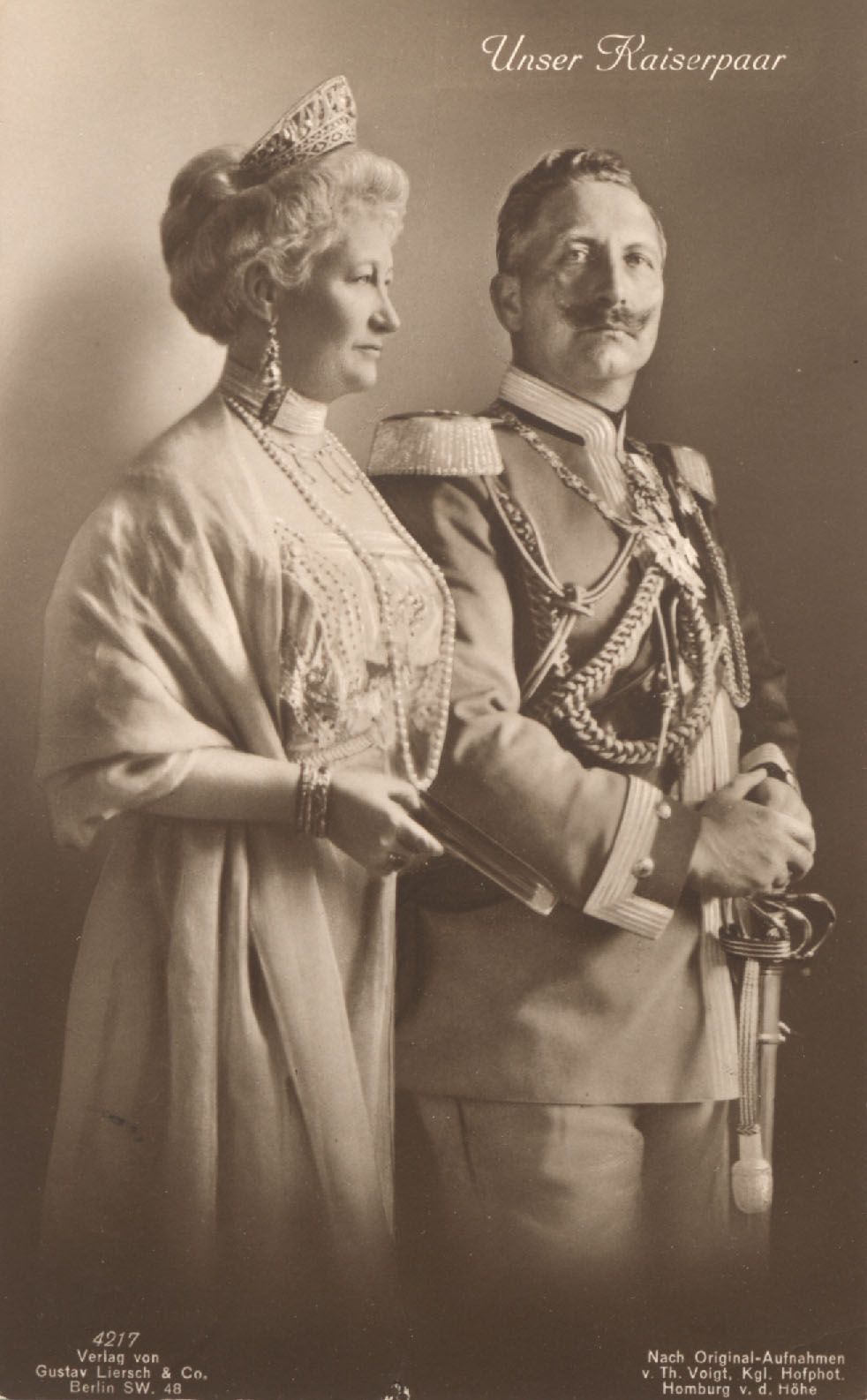
Guilherme II

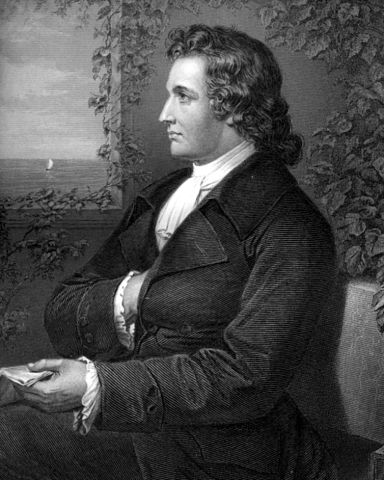
Goethe

Como resultado da nova conjuntura internacional, da qual resultou uma estreita relação entre as autoridades alemãs e portuguesas, o Clube foi palco de grandes eventos e festas memoráveis. Destaca-se o banquete oferecido a dirigentes da Juventude Hitleriana em visita a Lisboa, o qual contou com a presença de António Carneiro Pacheco, Francisco Nobre Guedes, Oswald von Hoyningen-Huene (Botschafter in Lissabon), Hartmann Lauterbacher (Gauleiter von Süd-Hannover-Braunschweig), Friedhelm Burbach (Auslandskomissar der NSDAP für Spanien und Portugal), Werner Lamann (director dos serviços de intercâmbio com a Mocidade Portuguesa), entre outras personalidades. Durante esta visita foi agendada a presença de Baldur von Schirach no acampamento da Mocidade Portuguesa de 28 de Maio de 1938, visita que não se chegou a realizar.
Neste período áureo o Clube adquiriu uma quinta em Carcavelos onde se instalou um jardim infantil e os primeiros dois anos do ciclo primário para servir as crianças germanófonas que viviam entre Cascais e Lisboa.
A partir de 1942 a aproximação de Portugal às potências aliadas provocou novas tensões no Clube, que foi obrigado a interromper as suas actividades. As instalações e o terreno na Rua do Passadiço foram confiscados e posteriormente cedidas a um clube desportivo português pela Comissão Controladora das Forças Aliadas.
Restou ao Presidente do Clube Alemão, Hans Wimmer, retirar e salvar o arquivo do Clube, os seus livros de actas e outros documentos de grande valor. Infelizmente acabou por desaparecer todo o arquivo em 1945, tal como todo o inventário restante do Clube, a sua vasta biblioteca, que contava com milhares de títulos, bem como a invejável colecção de material cinematográfico e de discos em vinilo.
A expropriação e entrega de toda a fortuna do Clube a uma sociedade fiduciária, levada a cabo pelo Governo português em conformidade com os Acordos de Bretton Woods, abalou profundamente a comunidade alemã instalada em Lisboa.
A história recente do clube é mostrada em seu site.

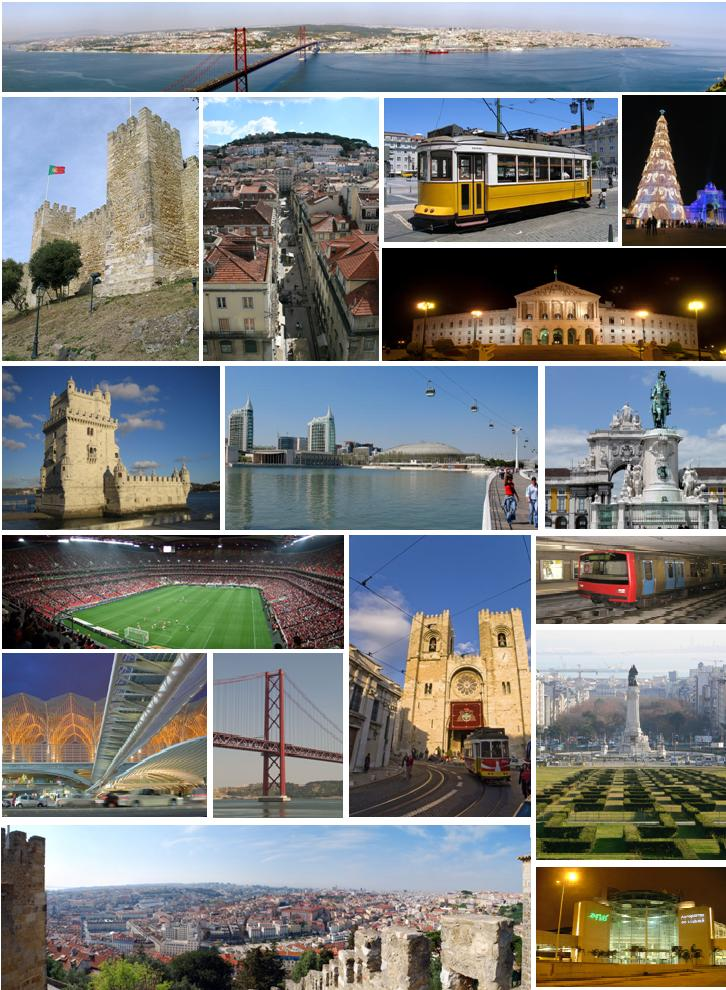
Lisboa

## Legados e Embaixadores da Alemanha em Lisboa[3](Membros Honorários do Clube na maioria dos casos)

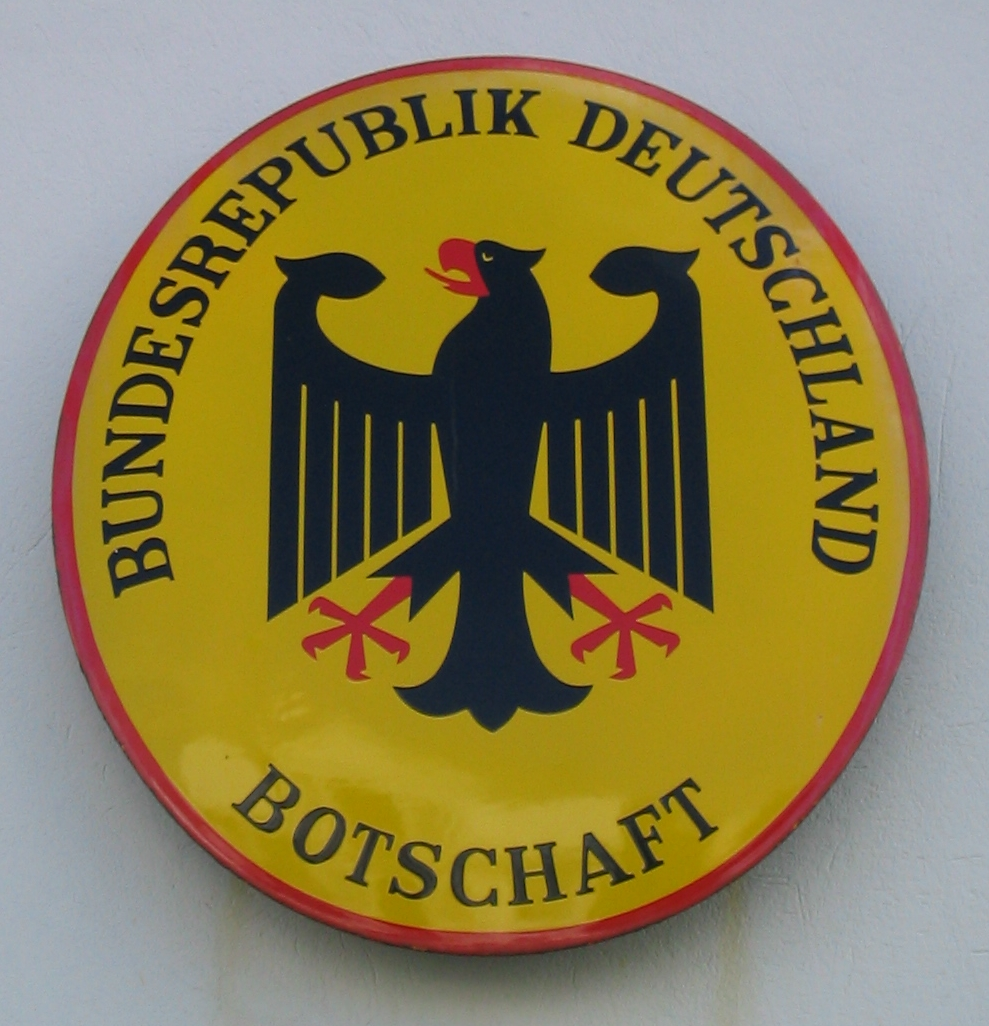

- 1864–1875 Gustav Graf von Brandenburg
- 1876–1881 Freiherr Wilhelm von Pirch
- 1882–1888 Richard von Schmidthals
- 1888–1891 Karl Ernst Ludwig Freiherr von Waecker-Gotter
- 1891–1894 Graf Hippolyt von Bray-Steinburg
- 1894–1897 Eduard von Darenthall
- 1897–1908 Graf Christian von Tattenbach
- 1908–1910 Prinz Max von Ratibor und Corvey
- 1910–1912 Hans Freiherr von und zu Bodmann
- 1912–1916 Friedrich Rosen
- 1920–1927 Ernst Arthur Voretzsch
- 1928–1929 Albert von Baligand
- 1930–1931 Eduard Heinrich Wagenmann
- 1931–1933 Alfred Horstmann
- 1933–1934 Hans Freytag

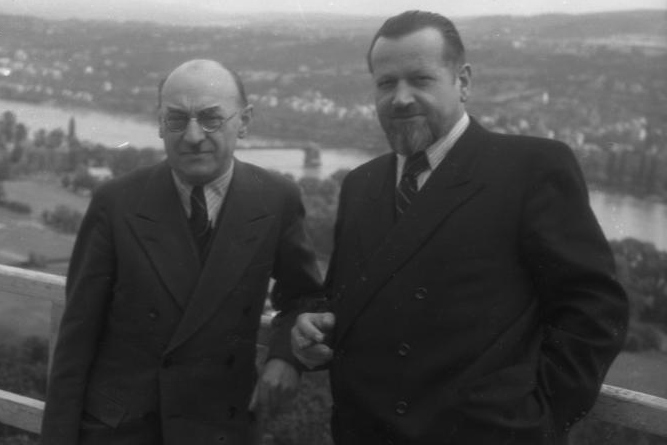
Embaixador Leo Wohleb e Hanns Haberer

- 1934–1945 Oswald Baron von Hoyningen-Huene
- 1952–1955 Leo Wohleb
- 1955–1958 Gebhard Seelos
- 1959–1966 Herbert Schaffarczyk
- 1966–1969 Herbert Müller-Roschach
- 1969–1979 Hans Schmidt-Horix
- 1971–1974 Ehrenfried von Holleben
- 1974–1979 Fritz Caspari
- 1979–1981 Jesco von Puttkamer
- 1981–1985 Werner Schattmann
- 1985–1988 Gisbert Poensgen
- 1989–1992 Alexander Graf York von Wartenburg
- 1992–1994 Günther Knackstedt
- 1994–1996 Walter Neuer
- 1996–1999 Sabine Vollmar-Libal
- 1999–2001 Wilfried Richter
- 2001–2006 Hans-Bodo Bertram
- 2006-2009 Joachim Broudré-Gröger
- 2009-2013 Helmut Elfenkämper
- 2014-2016 Ulrich Brandenburg
- 2016-Christof Weil